# Tiklopidin
Tiklopidin (Tiklid) je antitrombotik iz tienopiridinske familije. Za razliku od klopidogrela, on je inhibitor adenozin difosfatnog (ADP) receptora. On se koristi kod pacijenata kod kojih aspirin nije tolerisan, ili kod kojih je dualna antitrombocitna terapija poželjna. Zato što je utvđeno da povećava rizik od trombocitičke trombocitopenične purpure (TTP) i neutropenije, on je u znatnoj meri zamenjen novijim lekom, klopidogrelom. 
Ovaj lek se obično dozira dvaput dnevno 250  oralnim putem.

## Dejstvo
- Inhibira agregaciju trombocita putem menjanja funkcije trombocitne membrana blokadom ADP receptora. Time se sprečava konformaciona promena glikoproteina IIb/IIIa koji omogućava vezivanje trombocita za fibrinogen.
- Produžava trajanje krvarenja.
- Umanjuje učestalost moždanih udara kod pacijenata sa visokim stepenom rizika.

## Kontraindikacije
- Hipersenzitivnost
- Poremećaji krvarenja
- Aktivno krvarenje
- Ozbiljno oboljenje jetre

## Mere predostrožnosti
- Rizik od krvarenja
- Renalno ili hepatičko oštećenje

## Spoljašnje veze
|  | Molimo Vas, obratite pažnju na važno upozorenje u vezi sa temama iz oblasti medicine (zdravlja). |